# 纽埃秧鸡
纽埃秧鸡（学名：Gallirallus huiatua），是太平洋纽埃特有及灭绝的一种秧鸡。

## 词源
纽埃秧鸡的种加词huiatua源于纽埃语词语hui（骨）与atua（死的）。

## 历史
纽埃秧鸡通过新西兰古动物学家特雷弗·亨利·沃西于1995年1月在纽埃哈库普Anakuli洞穴出土的亚化石骨骼描述并命名。采集到的化石材料的年代范围约为距今5300-3600年，早于人类定居该岛的时间。